# Mikel Touzón
Mikel Touzón Nuñez (Tarrasa - Barcelona, 7 de abril de 1987) es un entrenador de fútbol español que actualmente ejerce como preparador de porteros en el Buriram United F.C. de la Thai Premier League.

## Biografía
Tras iniciar su carrera como entrenador en la estructura del C.E.Manresa ficha por el C.E.L'Hospitalet donde tras completar una temporada en el juvenil de división de honor asciende de la mano de Jordi Vinyals al primer equipo desempeñando funciones de técnico asistente. Durante este tiempo se incorporará al personal técnico de la Selección Nacional de Andorra.
Tras lograr el ascenso a Segunda División B con el C.E.L'Hospitalet ficha por el C.D.Castellón con el que finalizará su vinculación apenas 4 meses más tarde. Durante la temporada 2011-2012 actuaría como preparador de porteros y analista táctico en el C.E.Sabadell de Segunda División Española.
Actualmente desarrolla las funciones de preparador de porteros en el Buriram United F.C. de la Thai Premier League. En la temporada 2012 se proclamó campeón de la FA Cup y la Toyota Cup.

## Palmarés
| Título            | Club              | País      | Año  |
| ----------------- | ----------------- | --------- | ---- |
| FA Thai Cup       | Buriram United FC | Tailandia | 2012 |
| Toyota League Cup | Buriram United FC | Tailandia | 2012 |
| Kor Royal Cup     | Buriram United FC | Tailandia | 2013 |

## Enlaces
- Ficha en tecnicosfutbol.com (enlace roto disponible en Internet Archive; véase el historial, la primera versión y la última).
- Comité de entrenadores (enlace roto disponible en Internet Archive; véase el historial, la primera versión y la última).